# Листкова жаба жовтувата
Листкова жаба жовтувата (Eleutherodactylus flavescens) — вид земноводних з роду Листкова жаба родини Листкові жаби.

## Опис
Загальна довжина досягає 4—5 см. Спостерігається статевий диморфізм: самиця більша за самця. За своєю будовою схожа на інших представників свого роду. Відрізняється за забарвленням: спина жовтувато-коричнева. Жовтий колір більш помітний у забарвлені черева. Крик цією жаби пронизливий, нагадує крик звичайної райки.

## Спосіб життя
Полюбляє тропічні та субтропічні мангрові ліси. Зустрічається на висоті до 900 м над рівнем моря. Доволі ляклива амфібія. Активна вночі. Живиться безхребетними.
Розмноження відбувається у сезон дощів. Самиця відкладає яйця у ґрунт або у листя бромелій.

## Розповсюдження
Мешкає у Домініканські республіці (о. Гаїті).